# 방글라데시-아제르바이잔 관계
방글라데시와 아제르바이잔 사이에는 양국 관계가 존재한다. 방글라데시의 튀르키예 주재 대사는 아제르바이잔 주재 방글라데시 대사로 겸임하며, 아제르바이잔의 인도 주재 대사는 방글라데시에도 겸임으로 부임해 있다. 방글라데시는 나고르노카라바흐 분쟁과 관련하여 유엔에서 아제르바이잔을 지지하였다. 아제르바이잔은 2011년 방글라데시의 국제 해사 기구(IMO) 지명에 대해 지지하였다.

## 역사
방글라데시와 아제르바이잔은 수세기 동안, 특히 이슬람교라는 공통점을 통해 연결되어 왔다. 1221년 술탄 이와즈 샤 통치 시기에, 비르부흠 (현재 인도 서벵골주)에 무슬림 설교자 마크둠 샤를 위한 한 칸카 (수도원)가 세워졌다. 이 건축은 아제르바이잔 현재 지역의 마라게 출신 조상을 둔 이븐 무함마드 알마라기에 의해 이루어졌다. 이는 이 시기 동안 아제르바이잔 출신 사람들이 벵골로 이주했음을 시사한다.
아제르바이잔은 1991년 12월 30일에 독립을 선언하였고, 1992년 2월 26일, 방글라데시는 아제르바이잔과 공식 외교 관계를 시작한 13번째 국가가 되었다.
2013년 방글라데시 민간항공, 관광부 장관 무함마드 파룩 칸은 제2회 세계 문화 간 대화 포럼에 참여하기 위해 바쿠를 방문하였다. 전 외교부 장관 디푸 모니도 2013년에 바쿠를 공식 방문하였다. 모니는 아제르바이잔 대통령 일함 알리예프와 공식 회담을 가졌다. 또한 경제개발부 장관 샤힌 무스타파예프 및 국가이주서비스총국장 피루딘 나비예프와도 회담하였다. 디푸 모니의 바쿠 공식 방문은 아제르바이잔과 방글라데시 간 양국 관계에서 "전환점"으로 불렸다.
아제르바이잔 인도 주재 대사 이브라힘 하지예프는 방글라데시에도 겸임으로 부임해 있다. 방글라데시 튀르키예 주재 대사 M. 알라마 시디키도 아제르바이잔 주재 대사로 겸임하고 있다.

## 협력
2013년, 아제르바이잔과 방글라데시는 외교관 양성 아카데미 간 협력과 관련된 양해각서(MoU)에 서명하였다. 아제르바이잔은 2011년 방글라데시의 국제 해사 기구(IMO) 지명에 대해 지지하였다. 두 나라는 모두 아시아 인프라 투자 은행(AIIB) 이니셔티브의 회원국이다.

## 경제 관계
아제르바이잔과 방글라데시는 무역과 투자 확대에 관심을 보여왔다. 아제르바이잔은 방글라데시의 기성복, 의약품, 가죽 및 세라믹 제품의 수입에 관심이 있다. 아제르바이잔은 또한 인프라 개발 노력을 지원하기 위해 방글라데시로부터 노동력 수입에도 관심을 가지고 있다.
2013년, 두 나라는 "미개척된 무역, 경제 및 투자 기회를 탐색하기 위해" 공동경제위원회(JEC)를 구성하기로 합의하였다. 2014년, 아제르바이잔은 무역경제협력(TEC) 관련 초안 협정을 방글라데시 정부 상공부에 전달하였다. 이 협정은 "경제 분야에서 활동하는 정부 기관, 전문 단체, 기업, 연맹, 상공회의소, 지역 및 지방 기관을 포함한 협력을 확대하는 데" 도움이 될 것이다. 또한 이 협정은 "박람회, 비즈니스 행사, 세미나, 심포지엄 및 회의에 참여를 보장하기 위해 양국의 개인과 기업 간 방문, 회의 및 기타 상호작용을 증가시킬 것"을 요구하고 있다.